# Nvidia Riva

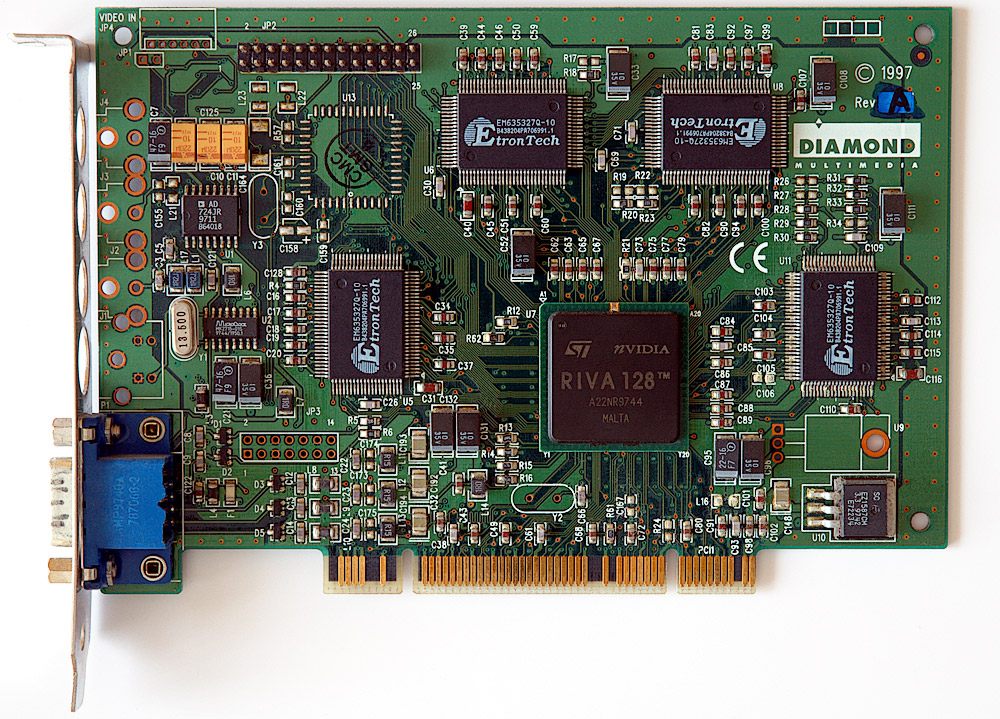
Riva 128

Riva — це перша серія графічних чіпів від виробника графічних чіпів Nvidia та наступник першого чіпа NV1.  NV  перекладалось як  — next version («наступна версія»)

## Серія

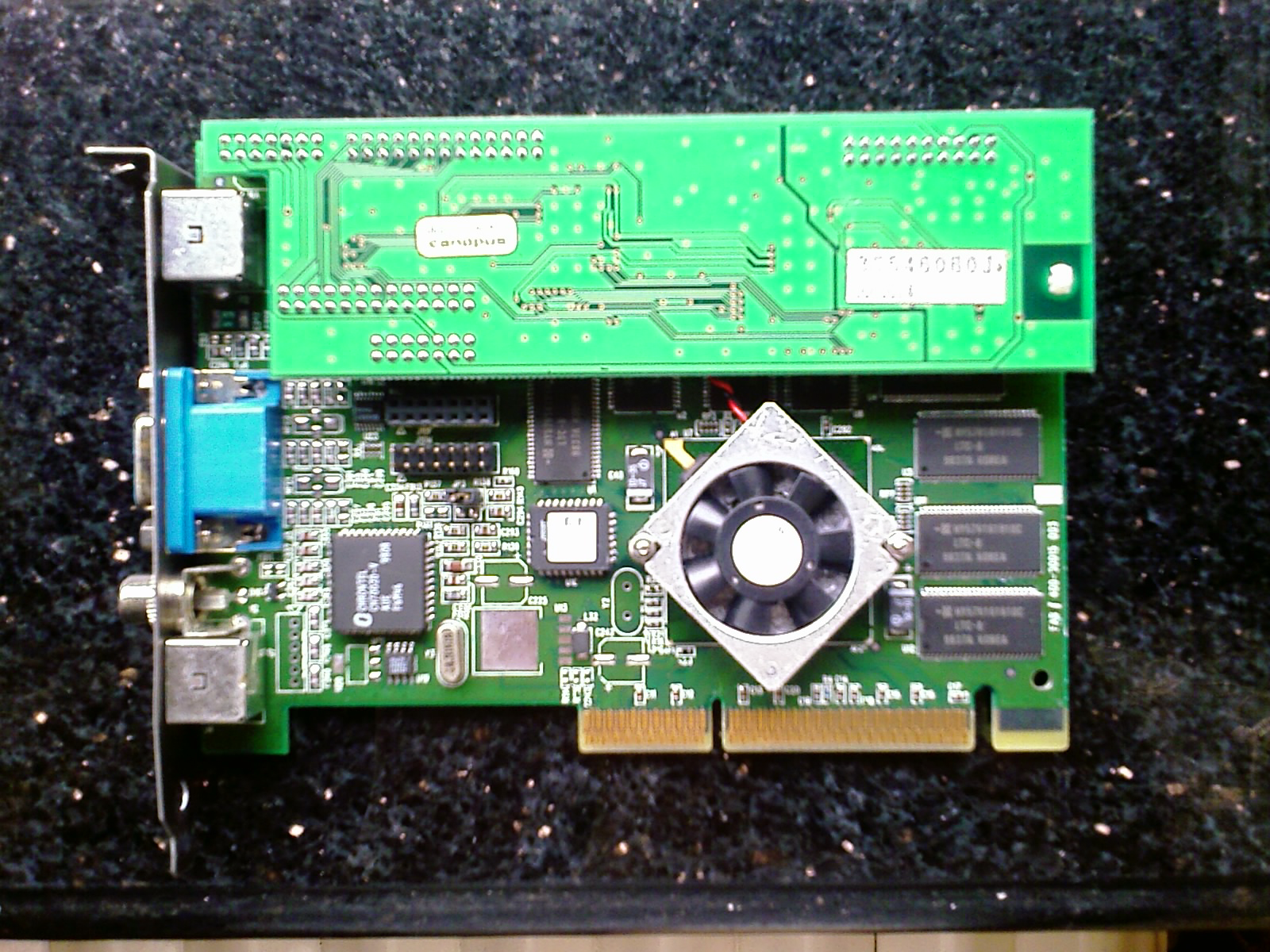
Canopus RIVA TNT AGP

Були продані наступні графічні чіпи з назвою Riva:
- Riva 128
- Riva 128 ZX
- Riva TNT
- Riva TNT 2
- Riva TNT 2 Pro
- Riva TNT 2 Ultra
- Riva TNT 2 M64

Скорочення TNT означає «TwiN Texel» (тобто «подвійний Texel»).
Під назвою Vanta пропонувалася бюджетна версія, яка була майже ідентичною з чіпами Riva:
- Vanta
- Vanta LT

Тодішні графічні карти мали як інтерфейс PCI, так і AGP. Обсяг пам'яті становив 4, 8, 16 або 32 МБ SD-RAM.

## Історичне значення
NV1 – Nvidia випустила в 1995 році. На розробку чипу витратили залучені від Sequoia Capital та Sutter Hill Ventures 10 млн дол, але він не виправдав сподівань: не вдалося завоювати багато платоспроможних клієнтів. Nvidia, якій тоді було лише два роки, ледь не збанкрутувала і була змушена звільнити половину співробітників. У компанії залишилися лише 40 людей.
Третій чип, Riva 128, випущений у 1997 році, виявився надзвичайно успішним. Він був на 400% швидшим за будь-який інший графічний процесор. Завдяки йому компанія забезпечила не лише власне виживання, а й розвиток.
Успіхи компанії йшли в гору за експонентною кривою – за перший квартал 1997 року вдалося продати 1 млн процесорів Riva 128.
Riva 128ZX була випущена NVIDIA у лютому 1998 року як удосконалена версія Riva 128. Вона мала покращення у продуктивності та якості зображення в порівнянні з попередником. Основною метою розробки Riva 128ZX було усунення обмежень Riva 128, таких як малий об'єм пам'яті та низька якість зображення при високих роздільних здібностях екрана.
Riva TNT, випущена у березні 1998 року, стала важливою віхою для компанії. Назва TNT розшифровується як TwiN Texel, що вказує на наявність двох 3D-піксельних конвеєрів, що було нововведенням для свого часу. Це дозволило Riva TNT конкурувати з Voodoo 2 від 3dfx, яка також використовувала два графічні конвеєри.
Riva TNT2 Vanta була випущена у 1999 році як ще більш бюджетна версія Riva TNT2, призначена для OEM-ринку та користувачів з обмеженим бюджетом. Основна мета розробки Vanta полягала у створенні доступного графічного рішення, яке могло б задовольнити базові потреби у 3D-графіці та мультимедіа.
Riva TNT2, випущена у квітні 1999 року, стала продовженням успішної лінії графічних карт від NVIDIA. Ця карта, також відома під кодовою назвою NV5, була розроблена як покращена версія Riva TNT. Основні цілі розробки включали підвищення продуктивності, покращення якості зображення та підтримка нових технологій.
Riva TNT2 Ultra, Випущена в травні 1999 року, була топовою моделлю в лінійці TNT2 і була покращеною версією стандартної TNT2. Ця карта була розроблена для того, щоб надати користувачам максимально можливу продуктивність та якість зображення, доступні на той момент.
Дивна ситуація склалася на ринку дешевих відеокарт у 1999 році. Колишній чемпіон - карти Riva TNT коштував близько 60 доларів за 16 мегабайтну версію. Але раптом nVidia хоче випустити на ринок дешевих відеокарт ще один продукт – Riva TNT2 M64.
RIVA є акронімом для Real-time Interactive Video and Animation accelerator. Серія Riva, що була представлена в 1997 році, була замінена на серію GeForce, починаючи з GeForce 256.
Прямими конкурентами чіпів Riva e 1997-1999 роках були продукти від 3dfx, ATI, Trident Microsystems та S3 Inc. Riva 128 була тоді слабшою за лідера ринку 3dfx та його графічні чіпи Voodoo Graphics та Voodoo 2; але це змінилося в 1998 році з Riva TNT і особливо в 1999 році з Riva TNT2, принаймні щодо набору функцій. За продуктивністю це тривало до GeForce2, поки не вдалося перевершити 3dfx.
Nvidia привернула увагу преси завдяки агресивному маркетингу, зокрема, інтенсивно рекламувала новий 32-розрядний рендеринг. Таким чином Nvidia заклала основу для майбутнього (маркетингового) успіху графічних чіпів GeForce.

## Графічні чіпи
У серії Riva використовуються різні графічні чіпи, які головним чином відрізняються своїми 3D-можливостями та конфігурацією графічного конвеєра.
| Графічний чіп | Виготовлення | Виготовлення  | Виготовлення   | Графічний конвеєр (Pipes x TMU) | DirectX/ OpenGL- версія | Інтерфейс |
| Графічний чіп | Процес       | Транзис- тори | Площа кристала | Графічний конвеєр (Pipes x TMU) | DirectX/ OpenGL- версія | Інтерфейс |
| ------------- | ------------ | ------------- | -------------- | ------------------------------- | ----------------------- | --------- |
| NV3           | 350 нм       | 3,5 млн.      | 71 мм²         | 1 × 1                           | 5 / 1.0                 | AGP 1x    |
| NV3ZX         | 350 нм       |               |                | 1 × 1                           | 5 / 1.0                 | AGP 2x    |
| NV4           | 350 нм       | 4 млн.        | 128 мм²        | 2 × 1                           | 6 / 1.1                 | AGP 2x    |
| NV5           | 250 нм       | 15 млн.       | 63 мм²         | 2 × 1                           | 6 / 1.1                 | AGP 4x    |
| NV6           | 220 нм       |               |                | 2 × 1                           | 6 / 1.1                 | AGP 4x    |

## Моделі
| Модель          | Випуск | Графічний процесор (GPU) | Графічний процесор (GPU) | Графічний процесор (GPU) | Графічна пам'ять | Графічна пам'ять      | Графічна пам'ять | Графічна пам'ять           |
| Модель          | Випуск | Тип                      | Тактова частота (МГц)    | Заповнюваність (MT/с)    | Обсяг (МБ)       | Тактова частота (МГц) | Тип              | Пропускна здатність (ГБ/с) |
| --------------- | ------ | ------------------------ | ------------------------ | ------------------------ | ---------------- | --------------------- | ---------------- | -------------------------- |
| Riva 128        | 1997   | NV3                      | 100                      | 100                      | 4                | 100                   | 128 біт SDR      | 1,6                        |
| Riva 128 ZX     | 1998   | NV3ZX                    | 100                      | 100                      | 8                | 100                   | 128 біт SDR      | 1,6                        |
| Riva TNT        | 1998   | NV4                      | 90                       | 180                      | 16               | 110                   | 128 біт SDR      | 1,7                        |
| Vanta           | 1999   | NV6                      | 100                      | 200                      | 16               | 110                   | 64 біт SDR       | 0,88                       |
| Vanta LT        | 1999   | NV6                      | 80                       | 160                      | 8                | 100                   | 64 біт SDR       | 0,8                        |
| Riva TNT2 M64   | 1999   | NV5M64                   | 120                      | 240                      | 16 32            | 125                   | 64 біт SDR       | 1,0                        |
| Riva TNT2       | 1999   | NV5                      | 125                      | 250                      | 32               | 150                   | 128 біт SDR      | 2,4                        |
| Riva TNT2 Pro   | 1999   | NV5                      | 143                      | 286                      | 32               | 166                   | 128 біт SDR      | 2,7                        |
| Riva TNT2 Ultra | 1999   | NV5                      | 150                      | 300                      | 32               | 183                   | 128 біт SDR      | 2,9                        |